# Trametes subectypa
Trametes subectypa är en svampart som först beskrevs av William Alphonso Murrill, och fick sitt nu gällande namn av Gilb. & Ryvarden 1987. Trametes subectypa ingår i släktet Trametes och familjen Polyporaceae.   Inga underarter finns listade i Catalogue of Life.